# Sutter's Mill

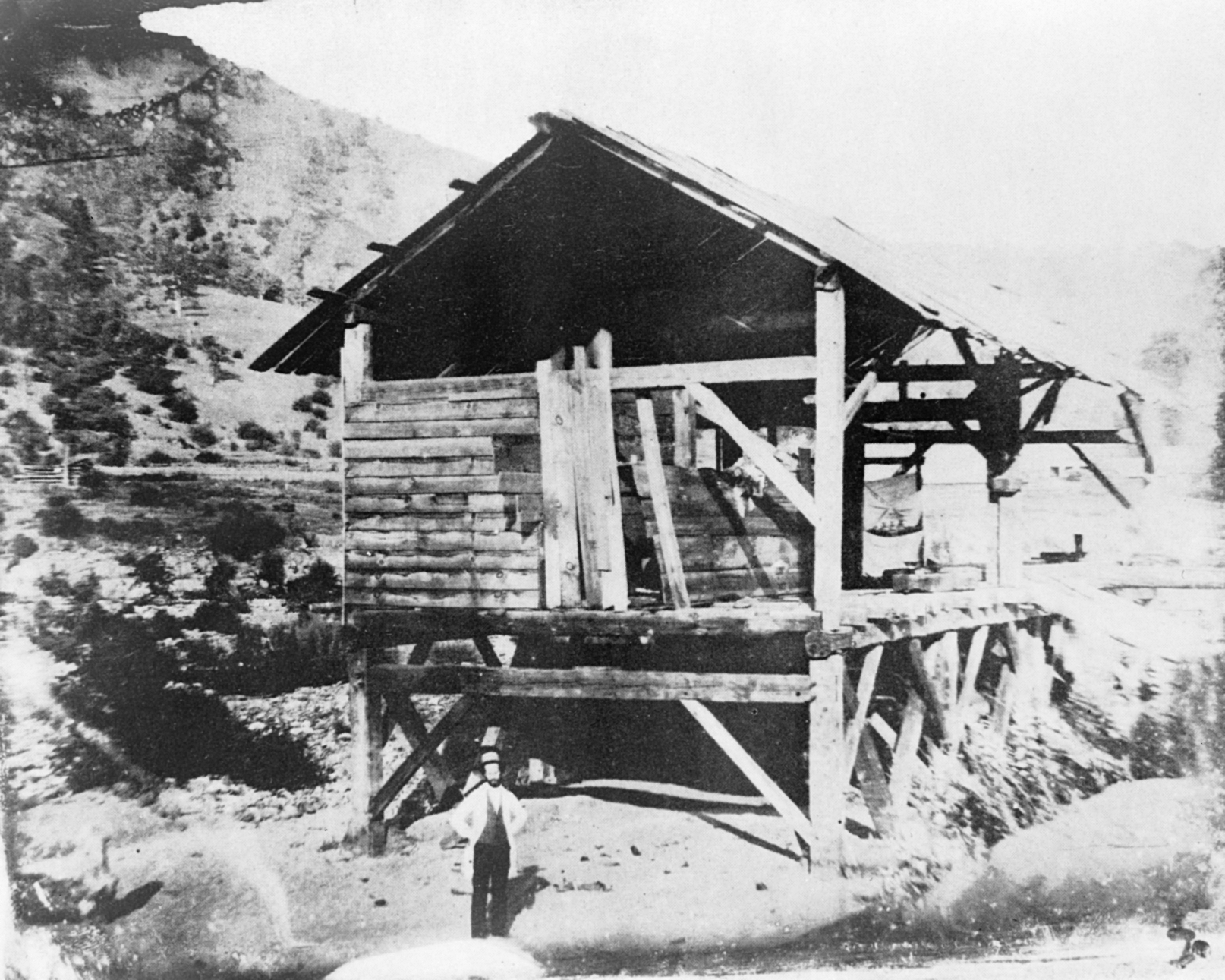
Sutter's Mill nel 1850

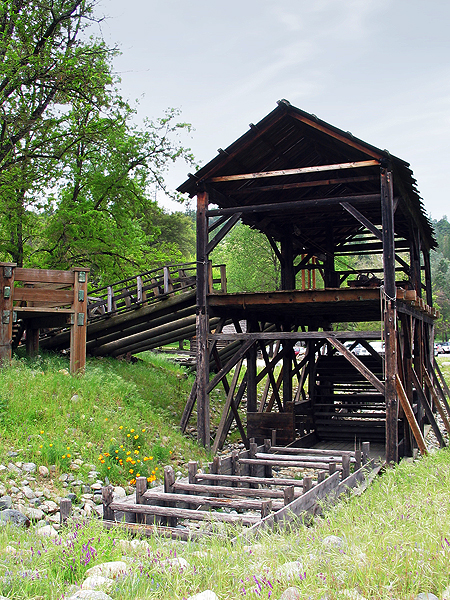
Ricostruzione moderna

Sutter's Mill fu una segheria posseduta dal pioniere del XIX secolo John Sutter in comproprietà con James Wilson Marshall. Si trovava a Coloma (California) sulle rive della biforcazione meridionale del fiume American. Sutter's Mill è famosa per il suo forte legame con la corsa all'oro californiana.

## Storia
Il 24 gennaio 1848 Marshall trovò molte schegge d'oro che iniziarono la trasformazione della California in un vivace centro d'attività. Nei successivi sette anni circa 300 000 persone giunsero in California (metà via terra e metà per mare) per cercare fortuna alla ricerca di oro o vendendo oggetti quali pale e picconi ai cercatori d'oro.
Le prime fonti scritte della scoperta a Sutter's Mill furono scritte da Henry Bigler e Azariah Smith, nei rispettivi diari. Come molte altre persone che stavano lavorando alla segheria, questi due erano veterani in congedo del battaglione mormone. Dopo la scoperta fatta alla segheria, partì l'epoca della "corsa all'oro" ed in molti giunsero da est in cerca di fortuna. Quest'epoca aiutò a formare persone quali Levi Strauss e Luzena Wilson.

## Posizione
Il sito della segheria si trova sulla biforcazione meridionale del fiume American. Il sito di Marshall Gold Discovery State Historic Park è inserito nei California Historical Landmark col numero 530. L'attuale Sutter's Mill è una copia dell'edificio originale. Fu ricostruito partendo dal progetto dello stesso Marshall e dalle foto del tempo.

## Nella cultura di massa
La segheria fu anche un'ispirazione per la cantautrice Dan Fogelberg. Il nome della segheria fu anche il titolo di una canzone dei New Riders of the Purple Sage ed il nome del blog di Herb Sutter.

## Smithsonian
Le prime schegge d'oro scoperte alla segheria sono esposte oggi presso lo Smithsonian Institution.

## Galleria d'immagini

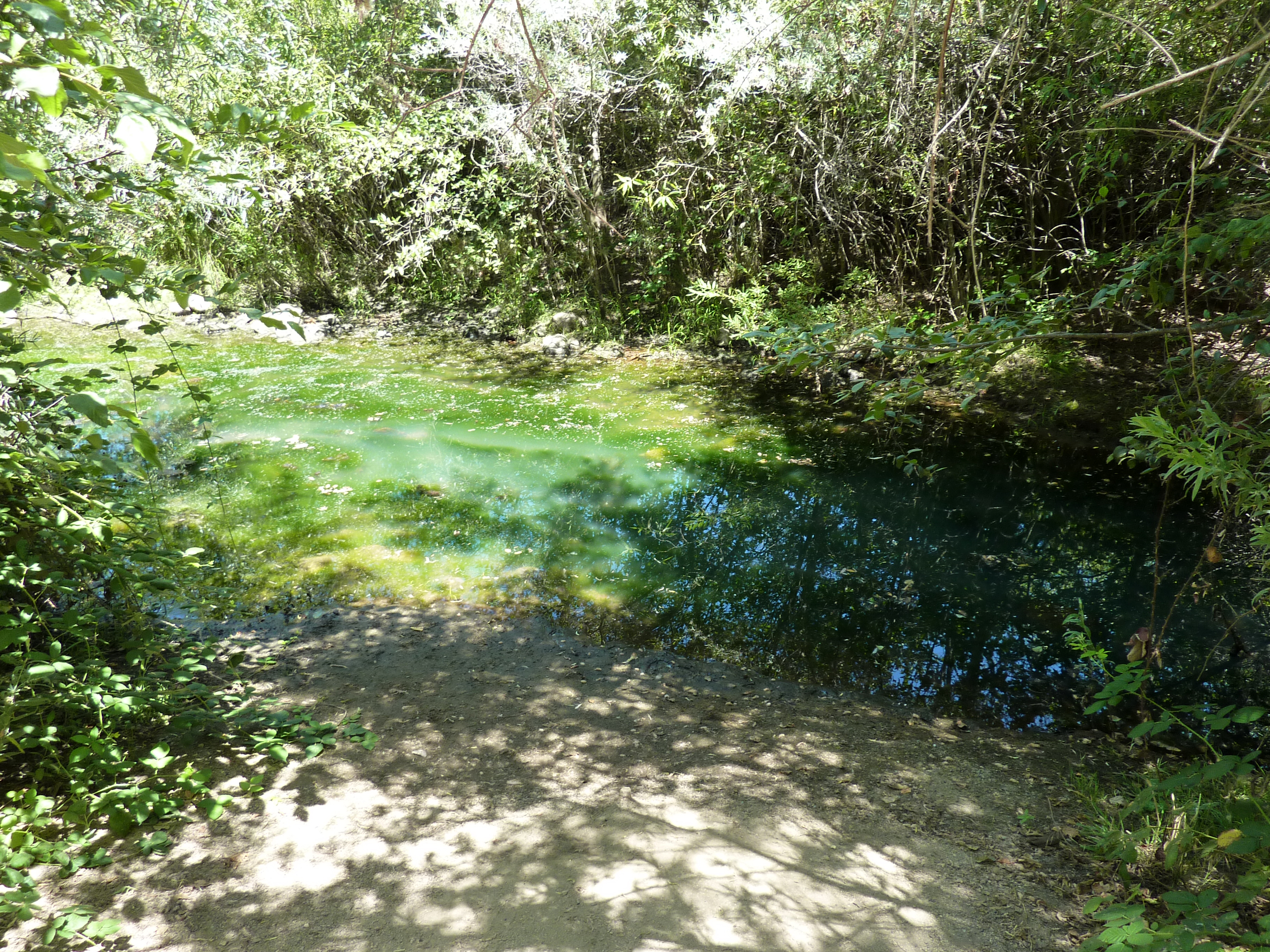
Punto esatto in cui James Wilson Marshall scoprì l'oro
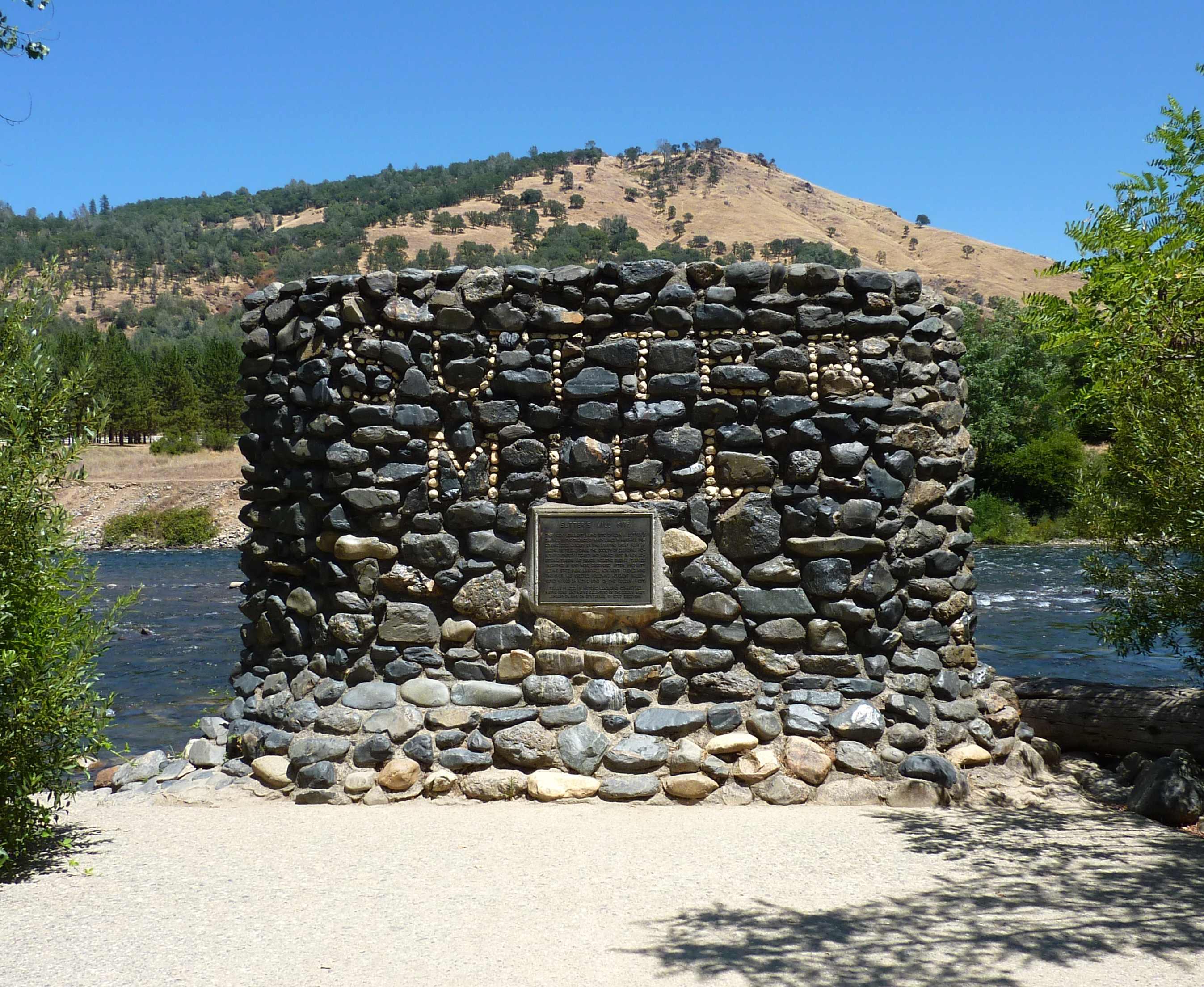
Monumento nei pressi della ricostruzione
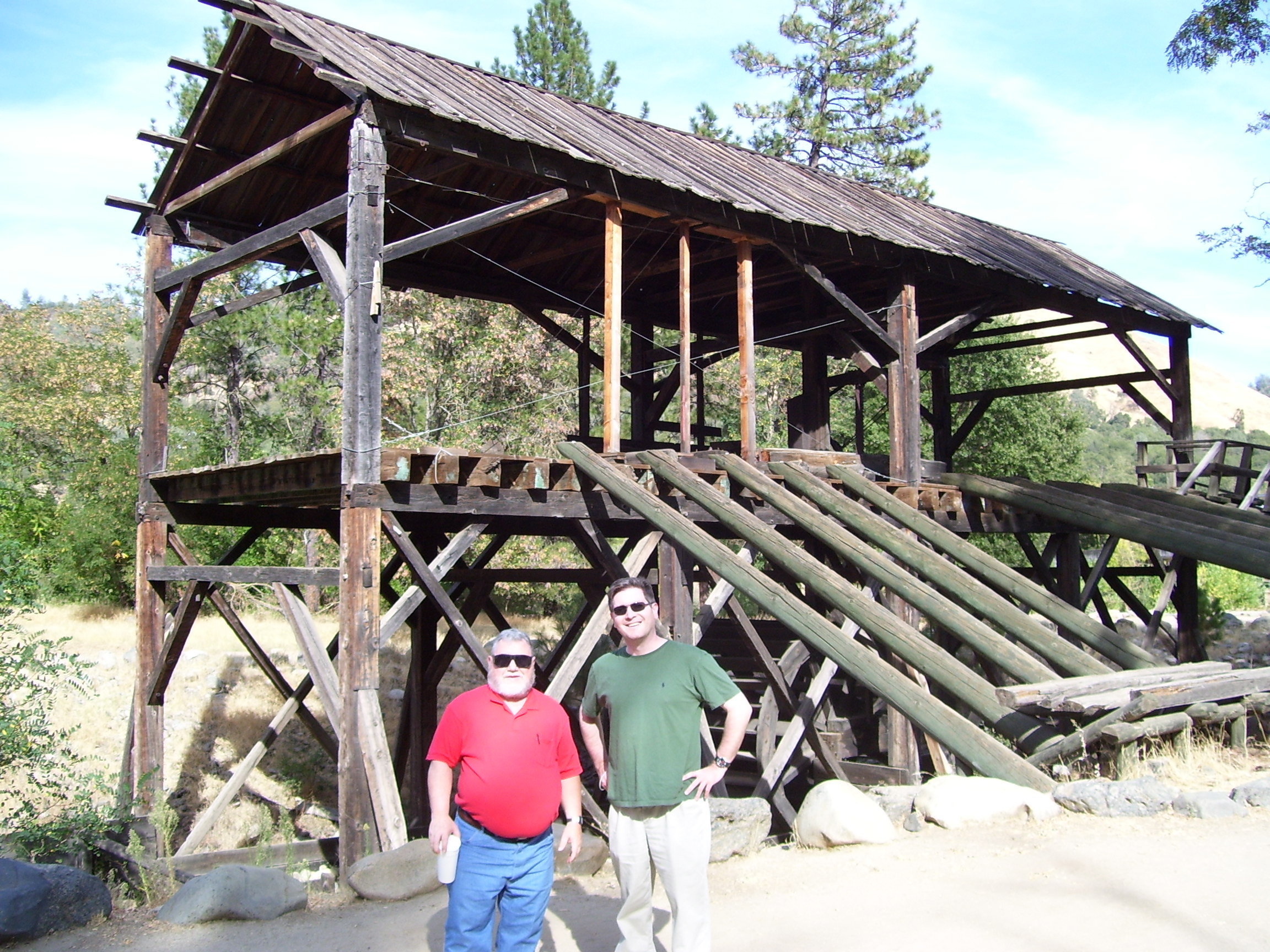
Ricostruzione moderna nel 2008